# باسكال ديون
باسكال ديون هو متزلج على مسار قصير كندي، ولد في 8 أغسطس 1994 في مونتريال في كندا.

## وصلات خارجية
- الموقع الرسمي
- باسكال ديون على موقع ShortTrackOnLine.info (الإنجليزية)
- باسكال ديون على موقع أوليمبيديا (الإنجليزية)
- باسكال ديون على موقع اللجنة الأولمبية الكندية (الإنجليزية)